# Natuurreservaat Saja Umm Ar-Rimth
Natuurreservaat Saja Umm Ar-Rimth (Arabisch: محمية سجا وأم الرمث) is een beschermd natuurgebied in het centrum van Saoedi-Arabië, ten zuiden van de stad Afif in de provincie Riyad. Het reservaat beslaat een oppervlakte van ongeveer 6.528,2 km² en werd in 1995 aangewezen als natuurreservaat door de Saoedische autoriteiten.

## Geografie en landschap
Het reservaat kenmerkt zich door een gevarieerd landschap, waaronder lage heuvels, open grindvlaktes en valleien. De vegetatie bestaat uit soorten zoals Panicum-grassen, Acacia's, bittere meloen en wijnruit. Deze diversiteit aan habitats ondersteunt een rijk ecosysteem van flora en fauna.

## Fauna

### Vogels
Het natuurreservaat is een belangrijk leefgebied voor de westelijke kraagtrap (Chlamydotis macqueenii), een zeldzame trekvogel die in de regio overwintert. In 1998 werd het reservaat geselecteerd als locatie voor herintroductieprogramma's van de westelijke kraagtrap, met als doel de populatie te herstellen na jaren van achteruitgang door overbejaging.

### Zoogdieren en reptielen
Naast vogels herbergt het reservaat diverse zoogdieren en reptielen. Onder de knaagdieren is Meriones libycus een veelvoorkomende soort die een belangrijke rol speelt in het ecosysteem als prooi voor roofvogels en andere roofdieren.

## Beheer en bescherming
Het reservaat wordt beheerd door het National Center for Wildlife (voorheen bekend als de Saudi Wildlife Authority). Deze organisatie is verantwoordelijk voor het behoud van de biodiversiteit en het uitvoeren van beschermingsprogramma's binnen het gebied.

## Toegang en toerisme
Hoewel het natuurreservaat primair gericht is op natuurbescherming en wetenschappelijk onderzoek, is het ook toegankelijk voor ecotoerisme. Bezoekers kunnen het gebied verkennen via begeleide tours, met mogelijkheden voor vogelobservatie en natuurfotografie. Het wordt aanbevolen om vooraf contact op te nemen met de beheerders voor actuele informatie over toegangsvoorwaarden en beschikbare faciliteiten.